# Goms
Goms (toponimo tedesco) è un comune svizzero di 1 206 abitanti del Canton Vallese, nel distretto di Goms del quale è capoluogo.

## Storia
Il comune di Goms è stato istituito nel 2017 con la fusione dei comuni soppressi di Blitzingen, Grafschaft (a sua volta istituito nel 2000 con la fusione dei comuni soppressi di Biel, Ritzingen e Selkingen), Münster-Geschinen (a sua volta istituito nel 2004 con la fusione dei comuni soppressi di Geschinen e Münster), Niederwald e Reckingen-Gluringen (a sua volta istituito nel 2004 con la fusione dei comuni soppressi di Gluringen e Reckingen) capoluogo municipale è Gluringen.

## Geografia antropica

### Frazioni
- Blitzingen[3]
  - Ammere
  - Bodme
  - Gadme
  - Wiler
- Grafschaft[4]
  - Biel[5]
  - Ritzingen[6]
  - Selkingen[7]
    - Sechshäusern
    - Zeit
- Münster-Geschinen[8]
  - Geschinen[9]
  - Münster[10]
- Niederwald[11]
  - Rottenbrigge
- Reckingen-Gluringen[12]
  - Gluringen[13]
  - Reckingen[14]